# Terra Sancti Benedicti

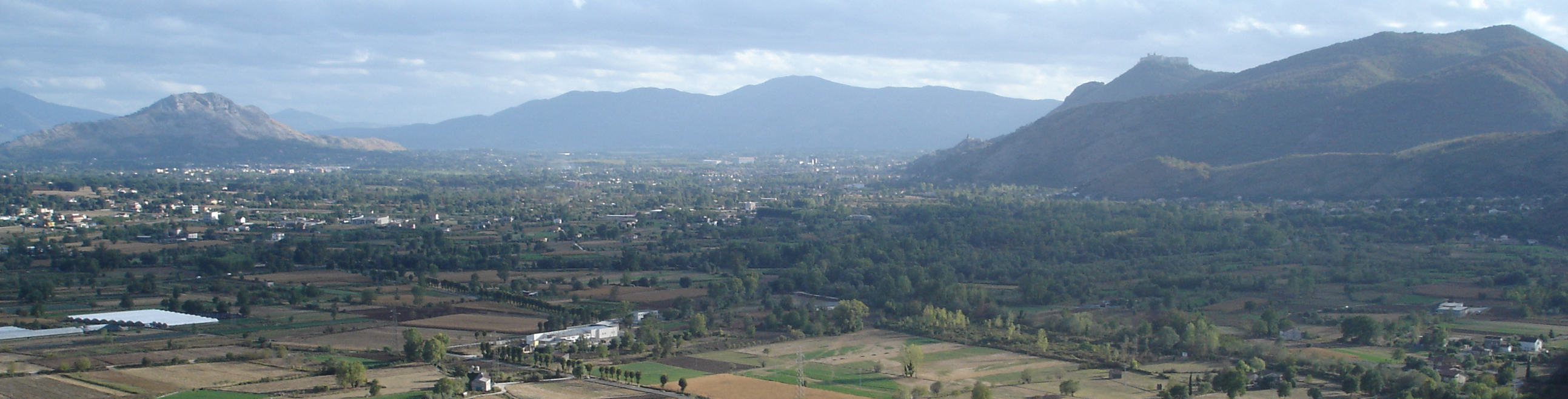
Panorama de la campinya de Cassino (Montecassino a la dreta) del monestir de Casalucense

La Terra Sancti Benedicti (Terra de Sant Benet) era el territori secular, o seignory, de la poderosa Abadia de Montecassino, el monestir més important del Mezzogiorno i un dels primers monestirs occidentals: va ser fundat pel mateix Benet de Núrsia, i d'allà prové el nom de les seves possessions.
Aquestes possessions seculars tenen el seu origen a la donació de Gisulf II de Benevento el 744. La terra no era gaire extensa, bàsicament estava conformada per una zona que envoltava el pujol de Montecassino, era terra valuosa i lloc de nombroses batalles. Immediatament va ser assignada a la Santa Seu i va conformar el seu propi estat. El 1057 el papa Víctor II va declarar que l'abat de Montecassino tenia preeminència «sobre i per sobre» tots els altres abats.